# Уэйт, Дуг
Ду́глас Дэ́ниел Уэ́йт (англ. Douglas Daniel Weight; род. 21 января 1971, Уоррен, Мичиган, США), известный как Дуг Уэйт — бывший американский хоккеист, центральный нападающий. Уэйт провёл в Национальной хоккейной лиге 19 сезонов, выступая за клубы «Нью-Йорк Рейнджерс», «Эдмонтон Ойлерз», «Сент-Луис Блюз», «Каролина Харрикейнз», «Анахайм Дакс» и «Нью-Йорк Айлендерс».

## Биография

### Игровая карьера
Уэйт был задрафтован в 1990 году клубом НХЛ «Нью-Йорк Рейнджерс» под общим 34-м номером. Следующий сезон он провёл в студенческой команде, сыграв всего в одном матче за «Рейнджерс» в плей-офф Кубка Стэнли в 1991 году. В сезоне 1991/92 Уэйт играл как за «Рейнджерс», так и за их фарм-клуб из АХЛ — «Бингхэмтон Рейнджерс». В своем первом полном сезоне в НХЛ (1992/93) он провёл 65 матчей, после чего был обменян в «Эдмонтон Ойлерз» на Эсу Тикканена.
В составе «Эдмонтона» Уэйт провёл восемь с половиной сезонов, исключая краткосрочный отъезд в клуб Немецкой хоккейной лиги «Старбуллз Розенхайм» в укороченном из-за локаута в НХЛ сезоне 1994/95. С 1999 по 2001 годы Уэйт исполнял обязанности капитана «Эдмонтона». В составе клуба Уэйт заработал себе репутацию высококлассного плеймейкера, приведя «Эдмонтон» к пяти подряд попаданиям в плей-офф Кубка Стэнли и установив личный бомбардирский рекорд в сезоне 1995/96 (104 очка). Из-за нестабильной финансовой ситуации «Эдмонтон» 1 июля 2001 года был вынужден обменять Уэйта вместе с Мишелем Ризеном в «Сент-Луис Блюз» на Марти Ризонера, Йохена Хехта и Яна Хорачека.
Три следующих сезона Уэйт провёл в «Сент-Луисе», после чего во время локаута 2004/05 снова поехал в Германию, на этот раз в клуб «Франкфурт Лайонс», где провёл концовку сезона. Перед сезоном 2005/06 Уэйт вернулся в ослабленный «Сент-Луис», откуда вскоре был обменян в «Каролину Харрикейнз».
В составе «Каролины» в том же сезоне Уэйт стал обладателем Кубка Стэнли. «Каролина» в семи матчах победила бывший клуб Уэйта «Эдмонтон Ойлерз». Сам Уэйт в пятом матче серии после столконовения с Раффи Торресом и Крисом Пронгером у борта получил травму плеча и вынужден был пропустить остаток серии. Его место в составе занял восстановившийся после тяжёлой травмы Эрик Коул.
После окончания сезона Уэйт вернулся в «Сент-Луис» как свободный агент, подписав 2 июля 2006 года двухлетнее соглашение. 17 ноября 2006 года Уэйт сыграл свой 1000-й матч в регулярных сезонах НХЛ. 14 декабря того же года Уэйт был обменян из непопадающего в третий раз подряд в плей-офф «Сент-Луиса» в клуб «Анахайм Дакс», где провёл  остаток сезона.
2 июля 2008 года Уэйт заключил однолетний контракт с обновляющимся «Нью-Йорк Айлендерс». 2 января 2009 года в составе «Айлендерс» Уэйт набрал своё 1000-е очко в регулярных сезонах НХЛ, отдав голевую передачу Ричарду Паку. По окончании сезона Уэйт продлил контракт с «Айлендерс» ещё на один сезон. 2 октября 2009 года Уэйт сменил на посту капитана «Айлендерс» своего давнего партнера ещё по «Эдмонтону» Билла Герина. Несмотря на пропуск значительной части сезона из-за травм и всего одну заброшенную шайбу в 36-ти матчах, 31 августа 2010 года Уэйт снова продил контракт с «Айлендерс» ещё на один сезон.
После второго подряд сезона, испорченного хронической травмой спины, 26 мая 2011 года Уэйт объявил о завершении карьеры. Сразу же после этого генеральный менеджер «Айлендерс» Гарт Сноу объявил, что Уэйт продолжит работу в клубе в качестве помощника тренера и помощника генерального менеджера. На момент завершения карьеры Уэйт был 5-м по счету американцем по количеству очков за карьеру в НХЛ.
Уэйт часто появлялся в составе сборной США. Он принял участие в трёх чемпионатах мира (1993, 1994 и 2005). Уэйт является серебряным призёром Олимпиады-2002 в Солт-Лейк-Сити, победителем Кубка мира 1996 года, а также участником Кубка мира 2004 года и Олимпиады-1998 в Нагано.

### Достижения
- Участник матча всех звёзд НХЛ 1996, 1998, 2001, 2003 г.г.
- Обладатель Кубка Стэнли 2006 года
- Обладатель «Кинг Клэнси Трофи» 2011 года

## Статистика
| Легенда | Легенда                    | Легенда | Легенда                   | Легенда | Легенда    |
| ------- | -------------------------- | ------- | ------------------------- | ------- | ---------- |
| И       | Количество проведённых игр | Штр     | Штрафное время            | +/−     | Плюс-минус |
| Г       | Голы                       | П       | Голевые передачи          | О       | Очки       |
| -       | Статистика неизвестна      | —       | Статистика не учитывалась |         |            |